# Norbert Niederkofler
Norbert Niederkofler (* 16. September 1961 in Luttach, Südtirol) ist ein italienischer Koch und Fachbuchautor.

## Werdegang
Nach seiner Ausbildung in Südtirol durchlief er mehrere Stationen im Ausland, so z. B. in Waging am See bei Alfons Schuhbeck, auf Sylt bei Jörg Müller, in München bei Eckart Witzigmann, in New York bei David Bouley, in London und Zürich bei Mövenpick.
Nach seinen Wanderjahren zog es ihn wieder zurück nach Südtirol, wo er seit 1994 im Relais & Châteaux Hotel & Spa Rosa Alpina in St. Kassian kocht. 1996 wurde im Hotel das Gourmetrestaurant St. Hubertus eröffnet, das 2001 mit dem ersten, 2006 mit dem zweiten und 2017 – als erstes Restaurant in Südtirol – mit dem dritten Michelinstern ausgezeichnet wurde. 2011 erhielt das Restaurant 19 Punkte im Gault-Millau.
Seinen Stil nennt Niederkofler Alpenküche, in der ausschließlich regionale Produkte verwendet werden. So hat er sich von nicht-regionalen Zutaten wie Gänseleber und importiertem Fisch verabschiedet; für sein Konzept "Cook the Mountain" (Koch den Berg) verbannte er auch Olivenöl und Zitrusfrüchte. Dafür benutzt er Traubenkernöl und die Säure von Weinbeeren. Ketchup ersetzt er durch fermentiertes Zwetschgenmus. "No Waste", (kein Abfall) ist sein Motto. Für die langen Wintermonate macht er viele Zutaten ein.
Ende März 2023 wurde der Hotelbetrieb des Rosa Alpina für 18 Monate aufgrund von Umbauarbeiten eingestellt.
Im Juli 2023 eröffnete Niederkofler in der ehemaligen Tuchfabrik Moessmer in Bruneck sein eigenes Restaurant mit dem Namen Atelier Moessmer Norbert Niederkofler. Das Restaurant wurde 2023 mit drei Michelinsternen und einem Grünen Michelinstern ausgezeichnet.
Niederlofler war an der Entwicklung des Bachelor-Studiengangs "Gastronomie und Önologie in Bergregionen" an der Freie Universität Bozen beteiligt.

## Auszeichnungen
- 3 Sterne im Guide Michelin
- 4 Hauben und 19 Punkte im Gault-Millau
- 3 „Forchette“ im Gambero Rosso
- 17 Punkte in Guida Espresso
- „Koch des Monats“, Der Feinschmecker (September 2005)

## Publikationen
- Karin Bernhart, Udo Bernhart: St. Hubertus – Kochen mit Norbert Niederkofler. Athesia 2003, ISBN 8882662411.
- Debora Bionda, Carlo Vischi: St. Hubertus and the Flavor of the Dolomites. Gribaudo 2006, ISBN 8879062964.
- Norbert Niederkofler, Christine Lasta: Norbert Niederkofler: Mein Südtirol. Collection Rolf Heyne 2011, ISBN 9783899104998.